# 1989-es Nickelodeon Kids’ Choice Awards
Ez az második Nickelodeon Kids’ Choice Awards. amelyet 1989. június 25-én Candlestick Park, Kaliforniában.

## Fellépők
- Corey Feldman
- New Kids on the Block

## Győztesek és jelöltek

### Kedvenc filmszínész
- Arnold Schwarzenegger - Ikrek
- Pee Wee Herman - Pee Wee nagy kalandja
- Eddie Murphy - Amerikába jöttem

### Kedvenc filmszínésznő
- Whoopi Goldberg
- Bette Midler - Barátnők
- Molly Ringwald

### Kedvenc film
- Roger nyúl a pácban
- Beetlejuice – Kísértethistória
- Rendőrakadémia 5.

### Kedvenc sportcsapat
- Chicago Bears
- Los Angeles Dodgers
- Detroit Pistons

### Kedvenc férfi sportoló
- Mike Tyson
- Michael Jordan
- Greg Louganis

### Kedvenc női sportoló
- Florence Griffith Joyner
- Janet Evans
- Chris Evert

### Kedvenc Tv színész
- Alf (karakter)
- Kirk Cameron
- Michael J. Fox

### Kedvenc Tv színésznő
- Alyssa Milano
- Tracey Gold
- Holly Robinson

### Kedvenc Tv show
- The Cosby Show
- Alf
- Growing Pains

### Kedvenc férfi énekes
- Bon Jovi
- The Fat Boys
- The Monkees

### Kedvenc női énekes
- Debbie Gibson
- Whitney Houston
- Salt 'n' Pepa

### Kedvenc dal
- The Beach Boys - Kokomo
- Bobby McFerrin - Don’t Worry, Be Happy
- DJ Jazzy Jeff and the Fresh Prince - Parents Just Don't Understand

### Kedvenc rajzfilm
- Tini Nindzsa Teknőcök
- Garfield és barátai
- Hupikék törpikék

## Fordítás
- Ez a szócikk részben vagy egészben  a(z)   1989 Kids' Choice Awards című angol Wikipédia-szócikk ezen változatának fordításán alapul.  Az eredeti cikk szerkesztőit annak laptörténete sorolja fel. Ez a jelzés csupán a megfogalmazás eredetét és a szerzői jogokat jelzi, nem szolgál a cikkben szereplő információk forrásmegjelöléseként.